# Moio de' Calvi
Moio de' Calvi [ˈmɔːjo deˈkalvi] (Mòi [ˈmɔi] in dialetto bergamasco) è un comune italiano di 204 abitanti della provincia di Bergamo in Lombardia.
Situato nell'alta Val Brembana, dista circa 40 chilometri a nord dal capoluogo orobico.

## Storia
Piccolo borgo incastonato tra i monti, non annovera episodi di spessore nella sua storia.
Storia fatta dalla quotidianità dei propri abitanti, da sempre dediti al lavoro che la natura offre, dall'allevamento alla produzione del carbone di legna.
Come per molti altri borghi vicini, si pensa tuttavia i primi insediamenti stabili in questa zona siano riconducibili all'epoca delle invasioni barbariche, quando le popolazioni soggette alle scorrerie si rifugiarono in luoghi remoti, al riparo dall'impeto delle orde conquistatrici.
Il toponimo invece dovrebbe derivare dal latino volgarizzato Molleus, indicante un luogo umido, mentre la dicitura De' Calvi è stata aggiunta nel 1863, con Regio Decreto 28 giugno 1863, n. 1.426.
Scarse sono le notizie del paese fino all'epoca medievale, quando venne posto nel feudo facente capo alla famiglia ghibellina dei Visconti, che diedero il permesso, ad ogni persona appartenente alla loro fazione, di uccidere un guelfo. Nonostante questo non ci sono giunti documenti che attestano di lotte avvenute sul suolo comunale.
Nel corso del XVI secolo il paese, dopo essere entrato a far parte della Repubblica di Venezia, fu inserito nel distretto amministrativo della Valle Brembana Oltre la Goggia, che comprendeva tutti i comuni dell'alta valle, con capoluogo posto a Valnegra e godeva di sgravi fiscali e numerosi privilegi.
In quel periodo venne a stabilirsi la famiglia dei Calvi che creò una propria riserva di caccia. I discendenti della famiglia si integrarono con gli altri abitanti, tanto che ancor oggi è possibile notare una discontinuità tra gli edifici, taluni di matrice contadina e rurale, altri influenzati dall'architettura veneziana.
Nel 1927 il regime fascista fece una grande opera di accorpamento tra parecchi comuni del Regno d'Italia. Fu il caso anche di Moio, che si trovò aggregato ai vicini Valnegra, Piazza Brembana e Lenna in un unico comune denominato San Martino de' Calvi. Soltanto nel 1956 i comuni si separarono nuovamente, assumendo l'attuale conformazione.
Nel 1947 sul fiume Brembo  fu costruito un lago artificiale, il lago del Bernigolo, per far confluire le acque nella centrale elettrica di Lenna.

### Simboli
Lo stemma comunale e il gonfalone sono stati concessi con decreto del presidente della Repubblica del 16 marzo 1961.
Il Comune riprende la testa di marmo dello stemma dei Calvi, famiglia che diede impulso all'espansione del paese; la fontana ricorda la ricchezza delle acque presenti nel territorio.
Il gonfalone è un drappo partito di bianco e di azzurro.

## Monumenti e luoghi d'interesse
Molto particolare è la chiesa parrocchiale, dedicata a san Mattia. Edificata al termine del XV secolo e ristrutturata due secoli più tardi, possiede un caratteristico campanile in stile romanico e custodisce ornamenti barocchi, dipinti di Giambettino Cignarolii e l'organo di costruzione di Adeodato Bossi.
Merita inoltre menzione casa Calvi, edificata in stile veneziano che contraddistingue altre abitazioni di minore importanza. Su una facciata dell'abitazione si possono ammirare affreschi di buon pregio.
Il territorio comunale offre ottimi colpi d'occhio, grazie al contesto naturalistico in cui è immerso. Numerose sono quindi le possibilità di escursioni sui monti circostanti, adatte ad ogni esigenza: dal principiante all'utente più esperto ed esigente.

## Società

### Evoluzione demografica
Abitanti censiti

## Amministrazione
| Periodo        | Periodo        | Primo cittadino       | Partito      | Carica  | Note |
| -------------- | -------------- | --------------------- | ------------ | ------- | ---- |
| 11 luglio 1985 | 14 giugno 2004 | Davide Calvi          | Lista civica | Sindaco |      |
| 14 giugno 2004 | 7 giugno 2009  | Giambattista Gherardi | Lista civica | Sindaco |      |
| 8 giugno 2009  | 26 maggio 2014 | Davide Calvi          | Lista civica | Sindaco |      |
| 26 maggio 2014 | 27 maggio 2019 | Paolo Agape           | Lista civica | Sindaco |      |
| 27 maggio 2019 |                | Alessandro Balestra   | Lista civica | Sindaco |      |